# PyDev
PyDev je прикључак трећег лица за Eclipse. То је интегрисано развојно окружење (ИРО) који се користи за програмирање у Пајтону, подржавање рефракторирања кода, графичко дебаговање, анализирање кода међу осталим функцијама.

## Историја
PyDev је направио Алекс Тотик у јулу 2003. године , али је Фабио Задрозни постао главни програмер пројекта у јануару 2005. У септембру исте године, PyDev екстензије су почеле као комерцијални дупликат PyDev-а, нудећи функције као што су анализирање кода и даљинско отклањање грешака.
У јулу 2008. године, Aptana је стекао PyDev, задржавајући Zadrozny на челу пројекта. Они отварају иѕворне PyDev екстензије у септембру 2009. године, и спајају га са PyDev.
Када је Appcelerator стекао Aptana-у  у јануару 2011. године, они су стекли PyDev преко екстензија. Zadrozny је задржан на челу пројекта. Од тада, развој PyDev се убрзао.
У марту 2011. године, PyDev 2.0 је пуштен уз TDD акцијоне подршке, а у априлу наредне године, верзија 2.5 је пуштена уз подршку Django-а. Мај 2013 је битан месец за PyDev јер је подизао више од свог циља у успешној гомили изворног кола да би наставио развој и верзија 2.7.5 је пуштена. Кампања је такође финансирана од стварање Zadrozny-јеве креације LiClipse, плаћеног форка затвореног кода Еклипса која обједињује PyDev уобичајено.
PyDev је добио побољшања у куцању закључака  и значајан пораст доприноса базе кода када је верзија 2.8. објављена у јулу 2013. Од тада, бројна додатне побољшања су направљена PyDev-у и стекао је бројне позитивне критике .

## Функције
Испод су неке од доступних функција (верзија 2.7.5):
- CPython, Jython и IronPython подршка
- Завршавање кода
- Завршавање кода са ауто увозом
- Анализа кода (са брзим поправкама проблема пронађеним у анализи кода—Ctrl+1)
- Дебагер
- Django
- Даљински дебагер (дозвољава дебаговане скрипте које нису покренуте са Еклипса)
- Дебаг конзола (омогућава интерактивно сондирање у суспендованом моду)
- IИнтерактивна конзола
- Пајтон 2.x и 3.x синтакса
- Основно истицање синтаксе
- Parser грешке
- Преглед контуре
- Преференције табова и простора
- Паметни indent / dedent
- Коментарисати/ декоментарисати / блокирање коментара
- Склапање кода
- Иди на дефиницију
- Покривеност кода
- Појаве ознака
- Pylint интеграција
- TODO задаци
- Асистент садржаја (Ctrl+1)
  - Додела резултата за приписивање или локализацију
  - Окружени код са покушајем..catch / finally
  - Направити docstring
  - Покрет увоза у глобални оквир
- Кључне речи представљене као ауто - комплетиране док куцате
- Брза контура

## PyDev екстензије
До септембра 2009. године, две верзије PyDev  су постојале : верзија отвореног кода и верзију shareware под називом PyDev екстензије. Неке напредне функције као што су код анализе, брзе исправке и даљинско отклањање грешака су резервисани за небесплатну верзију. 3. септембра 2009. године, Apanta је најавила PyDev верзију 1.5, комбиновану верзију PyDev и PyDev екстензије, доступне под Еклипс јавном лиценцом.